# Paranaitis katoi
Paranaitis katoi är en ringmaskart som beskrevs av Nygren, Eklöf och Persson 2008. Paranaitis katoi ingår i släktet Paranaitis, och familjen Phyllodocidae. Arten är reproducerande i Sverige.